# Люблинский природоведческий университет

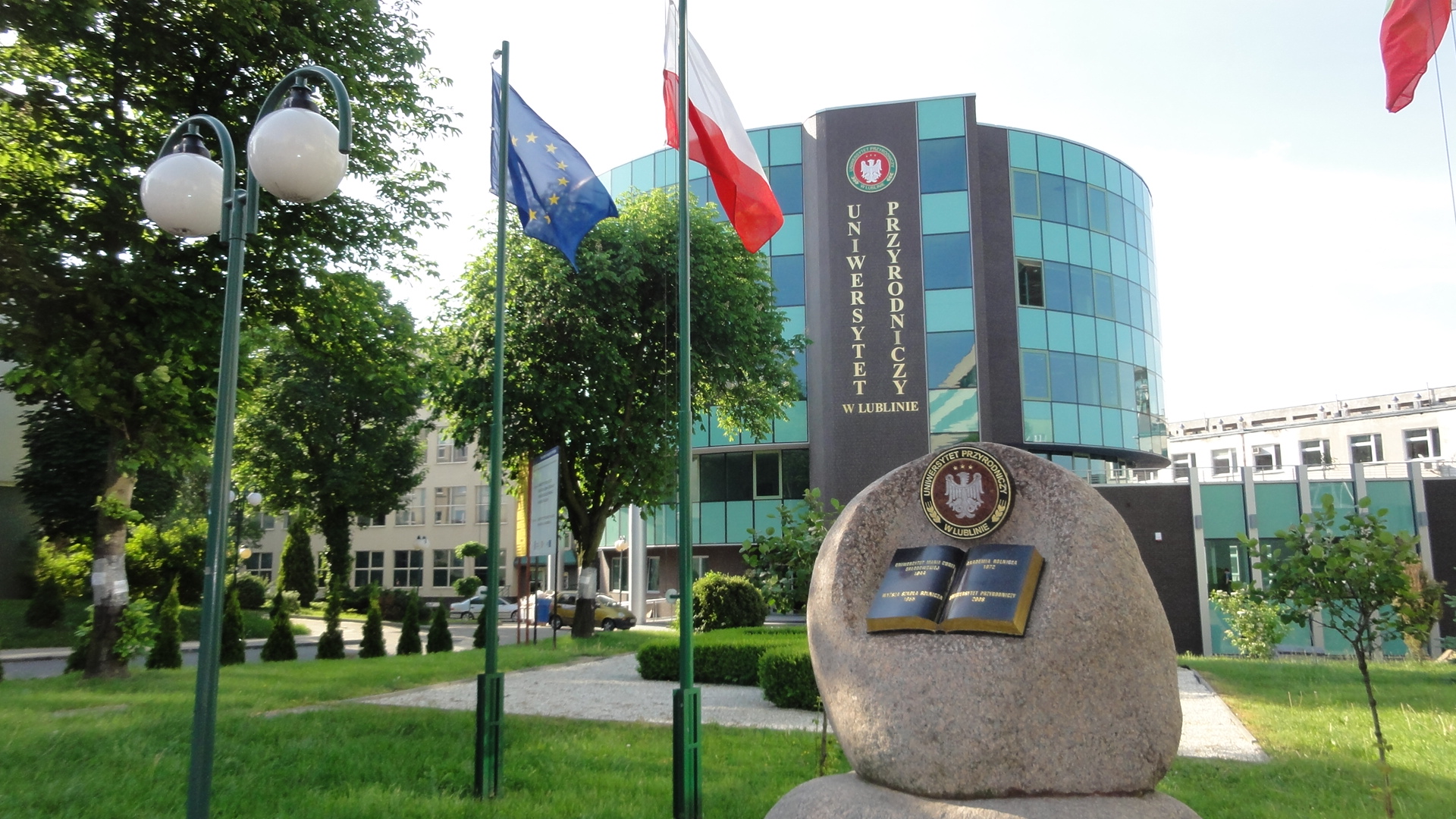
Главный корпус Университета естественных наук в Люблине

Университет естественных наук в Люблине (пол. Uniwersytet Przyrodniczy w Lublinie, раньше – Сельскохозяйственная академия в Люблине) – государственное образовательное учреждение в Люблине, которое начало самостоятельное функционирование в 1955 году, имеет многопрофильный характер, объединяет следующие науки: сельскохозяйственные, биологические, ветеринарные, технические и экономико-общественные. Научный потенциал сосредоточен на семи факультетах.

## История
История и традиции университета начались в 1944 году. Тогда в Люблине было учреждено новое высшее учебное заведение – Университет Марии Кюри-Склодовской. Он состоял из четырех факультетов: медицинского, сельскохозяйственного, ветеринарного и факультета естественных наук. В 1953 году был учрежден зоотехнический факультет.
В 1955 году, на волне возникновения новых высших учебных заведений, ректор УМКС проф. Богдан Добжанский получил приказ создать из сельскохозяйственного, ветеринарного и зоотехнического факультетов отдельное научно-преподавательское и исследовательское высшее учебное заведение.                
Развитие учебного заведения, расширение деятельности, привели к присоединению еще двух факультетов в 1970 году: садоводчества (с 2010 года – факультет садоводчества и ландшафтной архитектуры) и сельскохозяйственной техники (с 2003 года – факультет инженерии производства). Распоряжением Совета Министров от 23 сентября 1972 года университет получил новое название. С того времени, на протяжении более чем 35 лет, учреждение называлось Сельскохозяйственной академией в Люблине.
Факультет сельского хозяйства стал сельскохозяйственным в 1960 году, а с 2007 года называется факультетом агробиоинженерии, ветеринарный факультет в 1991 году сменил название на факультет ветеринарной медицины, а зоотехнический факультет с 1998 года переименован на факультет биологии и выращивания животных. В мае 2005 года Сенат назначил шестым факультет наук о питании и биотехнологии, а в 2006 году седьмым факультетом стал факультет сельскохозяйственных наук в Замости (бывший Институт сельскохозяйственных наук), который действовал до 2015 года.
В 2008 году Сейм Республики Польша проголосовал за закон о предоставлении новых названий некоторым Сельскохозяйственным академиям. Торжественная смена названия на Университет естественных наук в Люблине произошла 17 апреля 2008 года.
В XXI веке университет расширил свою научно-исследовательскую инфраструктуру, используя фонды Европейского союза. В 2012 году было сдано в эксплуатацию здание главной библиотеки, годом позже – Центр инноваций и реализации новых техник и технологий сельскохозяйственной инженерии, а в 2015 году – Инновационный центр патологии и терапии животных.
По состоянию на декабрь 2023 года, в университете учится 6383 студентов..

## Список ректоров
Ректора университета с 1955 года:
- проф. д. н. Богдан Добжанский (1955–1959)
- проф. д. н. Стефан Жемницкий (1959–1965)
- проф. д. н. Марьян Хомяк (1965–1968)
- проф. д. н. Богдан Добжанский (1968–1969)
- проф. д. н. Эвальд Сасимовский (1969–1972)
- проф. д. н. Януш Валенто (1972–1981)
- проф. д. н. Эдмунд Прост (1981–1987)
- проф. д. н. Чеслав Тарковский (1987–1990)
- проф. д. н. Юзеф Нужинский (1990–1996)
- проф. д. н. Марьян Весоловский (1996–2002)
- проф. д. н. Зджислав Таргонский (2002–2008)
- проф. д. н. Марьян Весоловский (2008–2016)
- проф. д. н. Зигмунт Литвинчук (2016–2020)
- проф. д. н. Кшиштоф Ковальчик (с 2020)

## Руководство университета
Руководство университета (2020-2024):
- ректор: проф., д. н. Кшиштоф Ковальчик
- проректор по вопросам науки и международного сотрудничества: Бартош Соловей, проф. университета
- проректор по вопросам развития университета: д. н. Адам Вашько, проф. университета
- проректор по студентским вопросам и вопросам дидактики: Уршуля Кошьор-Кожецка, проф. университета
- проректор по вопросам кадров: проф., д. н. Анджей Марчук

## Факультеты и направления обучения
В настоящее время университет дает возможность начать обучение на всех уровнях сорока направлений, которые существуют в рамках семи факультетов[5][6].
- Факультет  агробиоинженерии:
  - агробизнес
  - биоинженерия
  - экономика
  - управление пространством
  - инженерия окружающей среды
  - лесоводство
  - сельское  хозяйство
  - товароведение
  - туризм и рекреация
- Факультет ветеринарной медицины:
  - ветеринарная аналитика
  - ветеринария
- Факультет наук о животных и биоэкономики:
  - бихевиоризм  животных
  - безопасность и гигиена труда
  - безопасность продуктов питания
  - биокосметология
  - биология
  - иппология и конный спорт
  - охрана окружающей среды
  - зоотехника
- Факультет садоводства и ландшафтной архитектуры:
  - ландшафтная  архитектура
  - охрана растений и фитосанитарный контроль
  - садоводство
  - гербология и садовая терапия
- Факультет инженерии производства:
  - системи охлаждения, кондиционирования и интегрированные технологии
  - геодезия и картография
  - инженерия безопасности
  - инженерия химическо-технологических процессов
  - инженерия пищевой промышленности
  - сельскохозяйственная и лесная техника
  - транспорт
  - управление и инженерия производства
- Факультет наук о питании и биотехнологии:
  - биотехнология
  - диетология
  - гастрономия и кулинария
  - технология продуктов питания и питание человека
- Факультет экологической биологии:
  - биология
  - биобезопасность и кризисное управление
  - биокосметология
  - охрана окружающей среды
  - экореабилитация

## Обучение на английском языке
Бакалавриат:
- животноводство и производство молочной продукции
- управление и производственное машиностроение
- уход за лошадьми

Магистратура:
- агрономия
- ветеринарная медицина (5,5 лет - непрерывное магистерское обучение)
- градостроение и зеленые насаждения
- охрана растений и фитосанитарный контроль
- пищевые технологии и питание человека

## Существующие полномочия
Природоведческий университет в Люблине имеет полномочия присваивать следующие научные степени[7]:
- кандидата сельскохозяйственных наук с дисциплин: агрономия, сельскохозяйственная инженерия, зоотехника, технология продуктов питания и питания человека, садоводчество, а также охрана и формирование окружающей среды;
- кандидата ветеринарных наук;
- доктора сельскохозяйственных наук с дисциплин: агрономия, сельскохозяйственная инженерия, зоотехника, технология продуктов питания и питания человека, садоводчество;
- доктора ветеринарных наук.

Университет имеет полномочия к подготовке бакалавров, магистров, а также ведению непрерывного магистерского обучения (ветеринария) на 37 направлениях, обучению третьего уровня (кандидат наук) и ведению последипломного обучения.

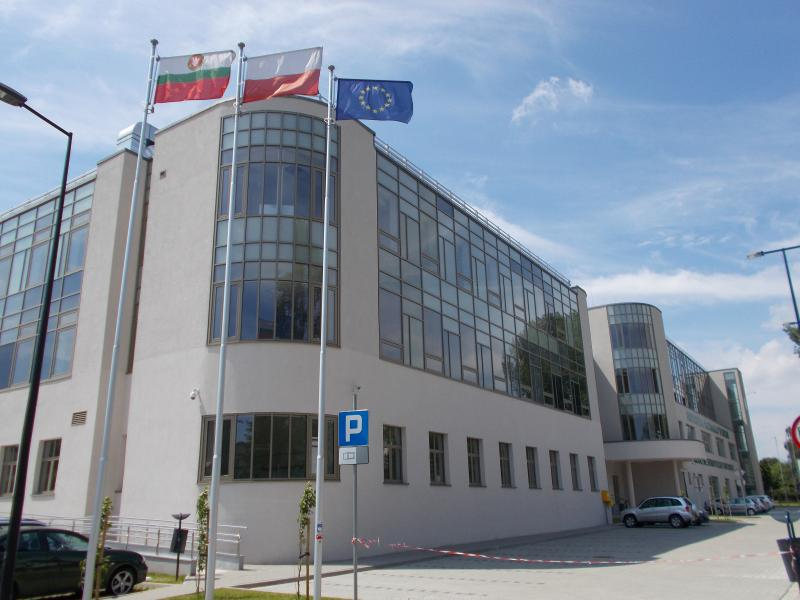
Корпус Инновационного центра патологии и терапии животных – факультет ветеринарии

## Академическая база
Университет естественных наук в Люблине сосредотачивает свою основную деятельность в двух районах Люблина – в районе Фелин, а также на юге от Академгородка (район ул. Глубокой и ул. Университетской). В районе Фелин расположены студенческие общежития („Бродвей” и „Манхеттен”), хозяйства для проведения опытов, научные корпуса на ул. Досвядчальной и ул. Добжанского. В районе ул. Глубокой и Академицкой находятся главные корпуса университета: ректорат, главная библиотека, большинство факультетов, ветеринарные клиники, а также спортивно-рекреационный центр с бассейном и спортивными залами.
На ул. Глубокой 28 находится Центр инноваций и реализации новых техник и технологий сельскохозяйственной инженерии, который служит корпусом для факультета инженерии производства и части кафедр факультета садоводчества и ландшафтной архитектуры. 

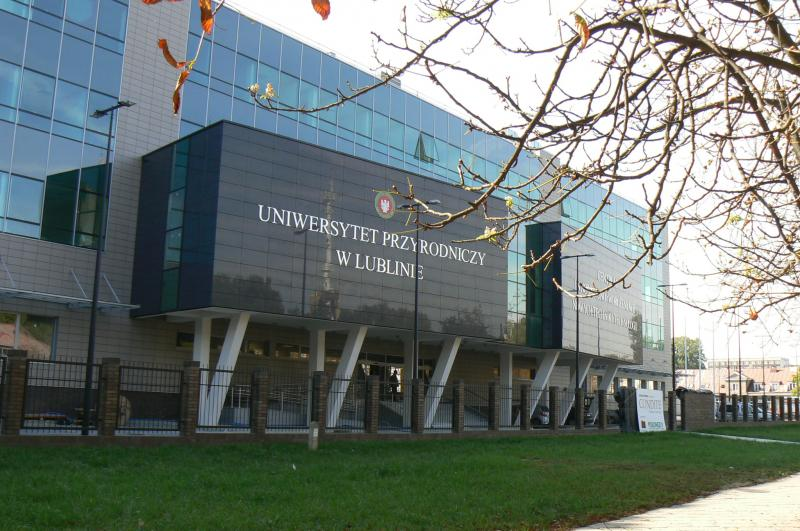
Центр инноваций и реализации новых техник и технологий сельскохозяйственной инженерии

Недалеко, на территории Академгородка, находятся три общежития для студентов (Цебион, Додек и Эскулап). Часть корпусов университета находится на ул. Скромной (факультет наук о питании и биотехнологии), в центре города (на ул. Лещинского – факультет агробиоинженерии, а также факультет садоводчества и ландшафтной архитектуры).

## Студенческая жизнь
В Университете естественных наук в Люблине действует студенческое самоуправление, а также много научных групп и студенческих организаций. Самым большим проектом является организация Фелиниады – части Люблинских дней студенческой культуры.
Существуют культурные организации: студенческий хор (один из самих старых студенческих хоровых коллективов в Люблине, возник в 1952 году), а также коллектив песни и танца «Явор» (основанный в 1960 году), которые сосредоточены в Центре культуры и фольклора деревни. К новым инициативам принадлежит секция бальных танцов El Centro.

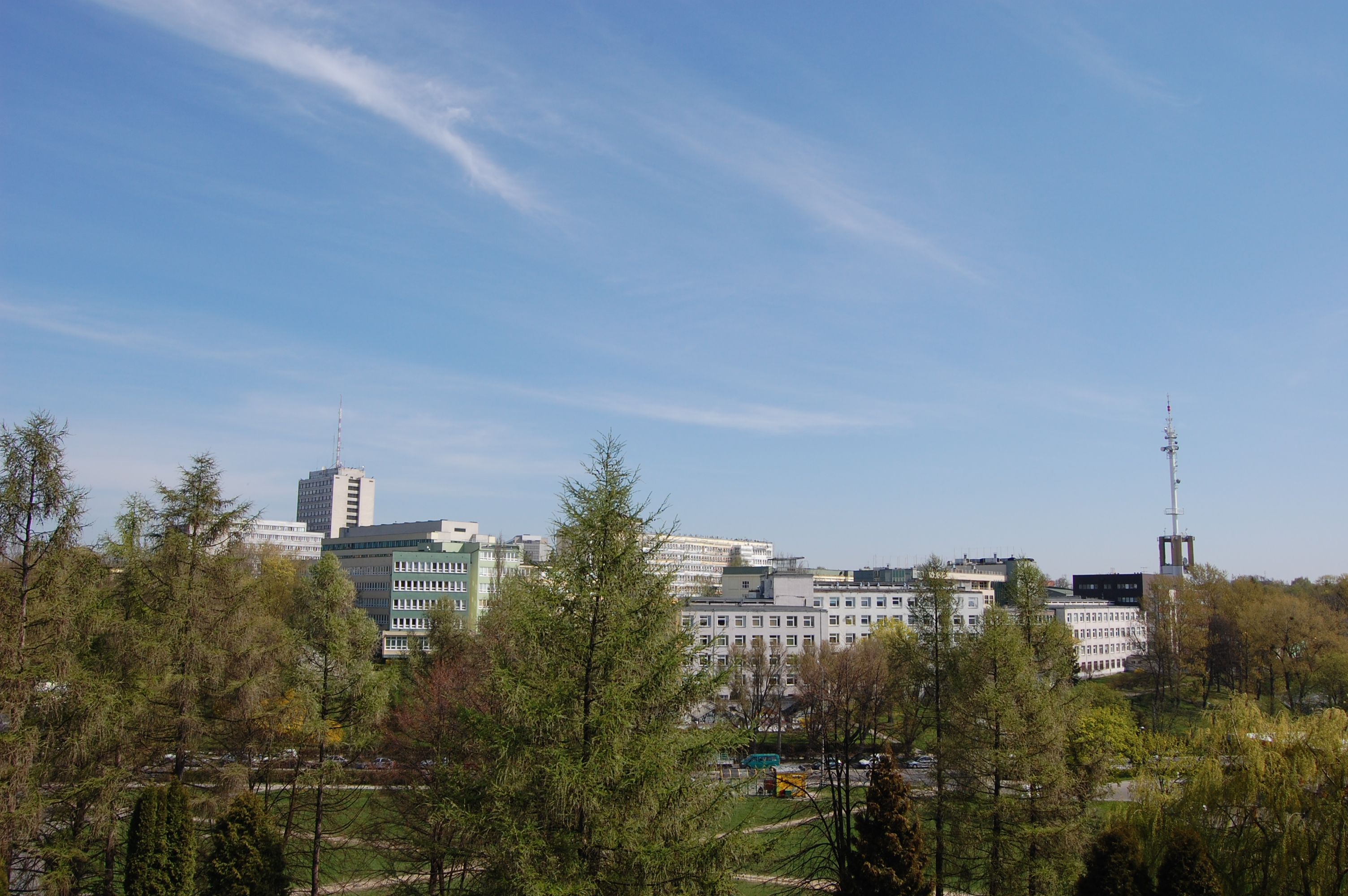
Студгородок в Люблине, общежития университета

В университете работает также Конгресс-центр (один из самих больших залов для зрителей в Люблине).

## Международное сотрудничество
Университет естественных наук в Люблине сотрудничает с научно-исследовательскими организациями в: Бельгии, Китае, России, Словакии, Украине, а также в Италии. В рамках сотрудничества реализуются общие проекты научного и образовательного характера, а также программы международного студенческого обмена.
Университет принимает участие в программе Erasmus+, с этой целью подписано более 60 договоров с партнерскими университетами.